# Pedro Carvalho (ator)
Pedro José Geraldes de Carvalho (Guarda, 15 de julho de 1985) é um ator e modelo português.

## Biografia
Pedro Carvalho nasceu na Guarda, mas cresceu no Fundão, onde viveu até aos 17 quando se mudou para Lisboa para poder seguir uma carreira de ator. Concluiu o curso profissional da ACT - Escola de Atores para Cinema e Televisão em 2007 e desde então tem trabalhado em televisão, cinema e teatro. Ele é irmão gêmeo do também ator e modelo Filipe Carvalho. Em 2013 participou na peça de comédia Isto é Que me Dói, ao lado de José Raposo, Sara Barradas, Fátima Severino…

## Filmografia

### Televisão
| Ano     | Título                                  | Personagem                | Notas                    | Canal      |
| ------- | --------------------------------------- | ------------------------- | ------------------------ | ---------- |
| 2004    | Baía das Mulheres                       | Amigo de Tiago            | Episódio: "17 de agosto" | TVI        |
| 2004    | Baía das Mulheres                       | Amigo de Tiago            | Elenco Adicional         | TVI        |
| 2005    | Mistura Fina                            | Amigo de Guga             | Episódio: "28 de maio"   | TVI        |
| 2005    | Mistura Fina                            | Amigo de Guga             | Elenco Adicional         | TVI        |
| 2005    | O Diário de Sofia                       | Skater MC                 | Elenco Principal         | RTP1       |
| 2007    | Morangos com Açúcar - Férias de Verão 4 | Ricardo Carvalho          | Elenco Principal         | TVI        |
| 2007    | Tu e Eu                                 | Jonas                     | Elenco Adicional         | TVI        |
| 2008    | A Outra                                 | Francisco Gama (Kiko)     | Elenco Principal         | TVI        |
| 2008-09 | Flor do Mar                             | Joel Sousa Nicolau        | Elenco Principal         | TVI        |
| 2009    | 37                                      | Jorge                     | Elenco Principal         | TVI        |
| 2010-11 | Mar de Paixão                           | Alexandre Veloso          | Elenco Principal         | TVI        |
| 2011-12 | Remédio Santo                           | Ângelo Ferreira           | Co-protagonista          | TVI        |
| 2012    | Morangos com Açúcar – O Filme           | Ricardo Carvalho          | Elenco principal         | TVI        |
| 2013    | Mundo ao Contrário                      | Diego                     | Elenco principal         | TVI        |
| 2014    | O Beijo do Escorpião                    | Paulo Furtado de Macieira | Elenco principal         | TVI        |
| 2016    | Massa Fresca                            | Artur Faria "Dr. Artur"   | Co-protagonista          | TVI        |
| 2016-17 | Escrava Mãe                             | Miguel Sales              | Protagonista             | Record TV  |
| 2017    | Ouro Verde                              | Tomás Ferreira da Fonseca | Elenco Principal         | TVI        |
| 2017-18 | O Outro Lado do Paraíso                 | Amaro Antunes             | Elenco Principal         | Rede Globo |
| 2019    | A Dona do Pedaço                        | Abel da Gama Ferronha     | Elenco Principal         | Rede Globo |
| 2021    | Amor Amor                               | Serafim Amorim            | Elenco Principal         | SIC        |
| 2023    | Fuzuê                                   | Rui Sodré                 | Elenco Principal         | Rede Globo |

### Cinema
| Ano  | Projeto                                                      | Personagem       | Notas          |
| ---- | ------------------------------------------------------------ | ---------------- | -------------- |
| 2005 | As Crónicas de Narnia: o leão, a feiticeira e o guarda-roupa | Pedro Pevensie   | Dobragem       |
| 2006 | Verão Azul                                                   | Paulo            | Curta-metragem |
| 2007 | A Escritora Italiana                                         | Joseph           |                |
| 2007 | Adeus ao Menino, Eu                                          | André            | Curta-metragem |
| 2008 | As Crónicas de Nárnia: O Príncipe Caspian                    | Pedro Pevensie   | Dobragem       |
| 2010 | O Dia Mais Longo                                             | Cato             | Curta-metragem |
| 2010 | Catarina e os Outros                                         | Man 4            | Curta-metragem |
| 2010 | As Crónicas de Nárnia - A Viagem do Caminheiro da Alvorada   | Pedro Pevensie   | Dublagem       |
| 2012 | Morangos com Açúcar – O Filme                                | Ricardo Carvalho |                |
| 2016 | O Amor é Lindo… Porque Sim                                   | Dênis            |                |
| 2016 | Portugal Não Está à Venda                                    | Sam              |                |
| 2022 | O Segundo Homem                                              | Rui              | [ 9 ]          |

## Teatro
| Ano  | Projeto                              |
| ---- | ------------------------------------ |
| 2006 | A Casa do Parque                     |
| 2007 | O principezinho                      |
| 2008 | Um Conto Americano - O Motor, a Água |
| 2013 | Isto é Que me Dói                    |

## Prémios e indicações
| Ano  | Prémio                        | Categoria                  | Trabalho      | Resultado | Ref    |
| ---- | ----------------------------- | -------------------------- | ------------- | --------- | ------ |
| 2012 | Troféus TV 7 Dias             | Melhor Actor de Telenovela | Remédio Santo | Venceu    | [ 11 ] |
| 2016 | Prêmio Extra de Televisão     | Revelação Masculina        | Escrava Mãe   | Indicado  | [ 12 ] |
| 2016 | Melhores do Ano NaTelinha     | Actor Revelação            | Escrava Mãe   | Indicado  | [ 13 ] |
| 2016 | Prêmio Eu Critico Tu Criticas | Actor Revelação            | Escrava Mãe   | Indicado  | [ 14 ] |